# Ludwigia irwinii
Ludwigia irwinii är en dunörtsväxtart som beskrevs av T.P. Ramamoorthy. Ludwigia irwinii ingår i släktet ludwigior, och familjen dunörtsväxter. Inga underarter finns listade i Catalogue of Life.